# 蝇虫霉
蝇虫霉（学名：Entomophthora muscae）又名蠅黴或蠅單枝蟲黴，是属于虫霉目虫霉科虫霉属的一种真菌，寄生在蝇类上。该种分布于中国大陆、台湾、以色列、日本、印度、澳大利亚、新西兰、南非、美国、智利、巴西、古巴、芬兰、丹麦、英国、法国、波兰、捷克、瑞典、瑞士、德国等地。